# Agladrillia plicatella
Agladrillia plicatella é uma espécie de gastrópode do gênero Agladrillia, pertencente a família Drilliidae.